# Rząd tymczasowy Iranu

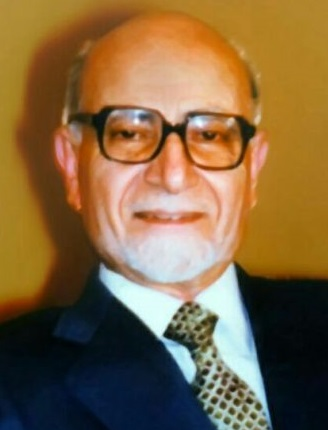
Mehdi Bazargan, premier Iranu

Irański Rząd Tymczasowy – pierwszy rząd utworzony po irańskiej rewolucji islamskiej. Na czele reżimu stał Mehdi Bazargan, jeden z członków Ruchu Wolności Iranu został utworzony na rozkaz Ruhollaha Chomejniego 4 lutego 1979 r. Od 4 do 11 lutego Bazargan i Szapur Bachtijar (ostatni premier) twierdzili, że są prawowitymi głowami rządu; Bachtijar uciekł 11 lutego.